# 1-й армійський корпус (Велика Британія)
1-й корпус Великої Британії (англ. I Corps (United Kingdom)) — військове об'єднання, армійський корпус армії Великої Британії, часів Першої та Другої світових війн.